# Морской канал (Ломоносов)
Морско́й кана́л — канал в городе Ломоносове Петродворцового района Санкт-Петербурга. Начинается от Дворцового проспекта и впадает в Невскую губу Финского залива. Состоит из основного русла канала, ковша (первые 110 метров) и двух бассейнов. Является объектом культурного наследия федерального значения как часть ансамбля Большого дворца и Нижнего сада.
Название канала связано с тем, что он, как и Морской канал Петергофа, ведет к Балтийскому морю. Существует также наименование Ме́ншиковский канал, поскольку он был сооружен по распоряжению первого владельца Ораниенбаума А. Д. Меншикова.

## История

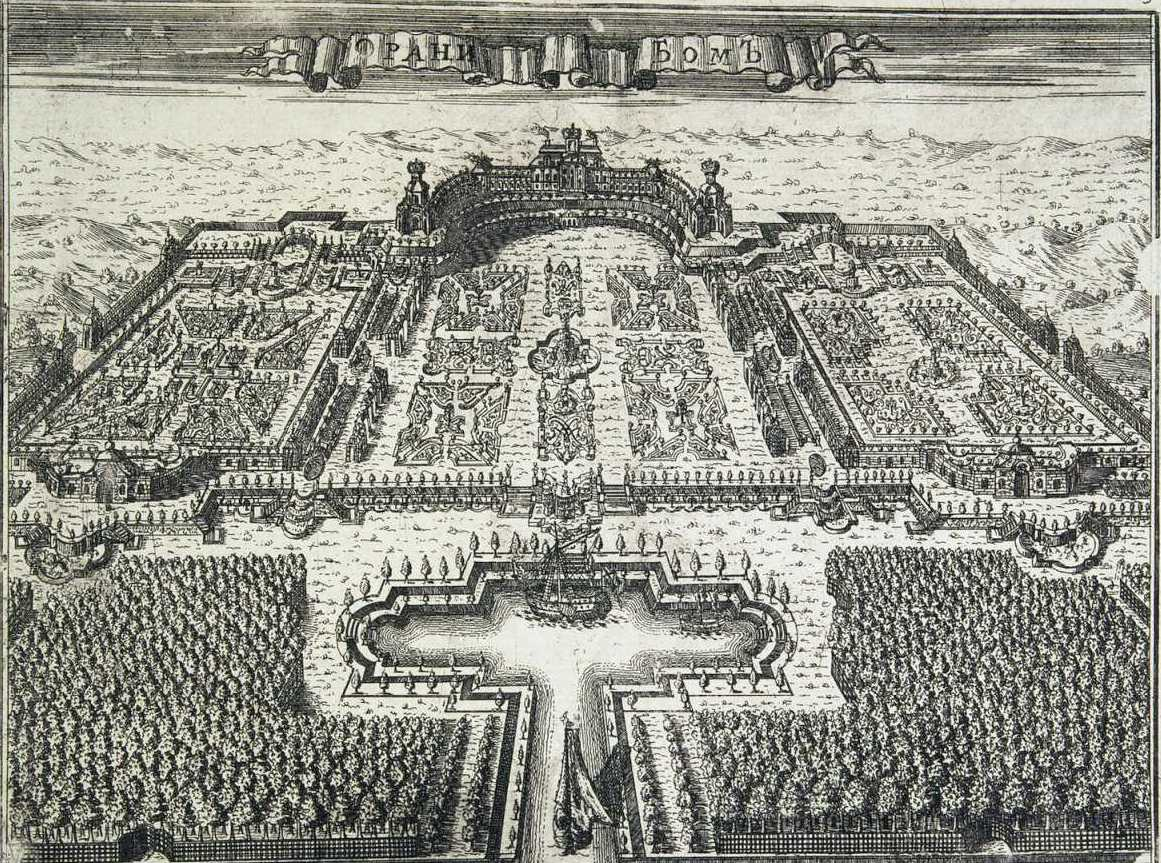
Большой дворец, Нижний сад и Морской канал на гравюре А. Ростовцева, 1717 г.

Нижний сад Большого (Меншиковского) дворца был заложен в 1712 году и создавался в период между 1713 и 1727 годом. Согласно первоначальному замыслу, продолжением Нижнего сада ниже ограды должны были стать фигурная гавань и канал, расположенные на центральной оси композиции дворца и сада. Вплоть до самого моря этот канал должны были окружать рощи, аллеи и трельяжи. Этот замысел нашёл отражение в гравюре Алексея Ростовцева, выполненной в 1717 году.
Считается, что канал был сооружен в 1719 году. В начале 1720-х годов, по свидетельству современников, канал уже существовал, и его окружала «небольшая приятная роща». Канал начинался небольшим ковшом с пристанью против главных ворот Нижнего сада, его берега были обсажены двойным рядом деревьев, а возле ковша были построены каменная пристань и беседка.
Существует легенда, что однажды Меншиков ждал визита Петра I из Петергофа. Царь, однако, решил не ехать по дороге, а плыть по Финскому заливу на шлюпке. Мелководный заросший камышом берег не позволил шлюпке пришвартоваться, и Пётр велел поворачивать обратно. После этого Меншиков велел своим крепостным немедленно прорыть канал к морю, что и было сделано за три дня.
В течение XVIII века пристань, ковш и бассейны Морского канала неоднократно перестраивались. Так, в 1756—1761 годах прошла реконструкция с устройством бассейнов в средней части каналов, автором проекта которой стал инженер А. П. Ганнибал. Согласно описи последней четверти XVIII века подводная часть берегов канала была обшита толстым тёсом и закреплена сваями, скаты от ковша до внутренних бассейнов были выложены диким камнем по мху.
В XIX веке также предполагалось переустройство канала: по проекту 1823 года лестницы у ковша и два подъемных моста при бассейнах должны были получить богатую декоративную отделку. По проекту 1820 года вместо каменной мостовой у гавани должно было быть построено шоссе (нынешняя Пароходная улица), а по проекту 1831 года все части канала должны были получить деревянные перила.
В 1864 году через канал прошла Балтийская железная дорога. В 1873 году со стороны залива на канале были устроены две новые пароходные пристани взамен разрушенной льдом предыдущей. Одна из пристаней предназначалась для членов императорского двора и для нужд Морского ведомства, которое использовало канал для организации казённых перевозок (подвоза продовольствия и почты для кронштадтских кораблей). Другая пристань использовалась для пароходного сообщения между Ораниенбаумом и Кронштадтом, которое осуществлялось «Товариществом пароходного сообщения между Кронштадтом, Ораниенбаумом и Петербургом» (позже «Пароходное товарищество „Заря“»).
В настоящее время канал находится в запущенном состоянии, а его 200-метровое устьевое русло заключено в коллектор.

### Комментарии
1. ↑  Вероятно, эта легенда нашла своё преломление в подписи к фотографии канала 1892 года, где по-французски написано: «Канал, ведущий от парка Ораниенбаума к морю, вырытый Потёмкиным за одну ночь для императрицы Екатерины II»